# Ferrando Cansoles y Villarroel
Ferrando Cansoles y Villarroel (Amusco, Palencia? - Mallorca 1585) fue un impresor de libros que realizó su obra en la ciudad de Palma de Mallorca.

## Historia
El impresor Hernando Cansoles y Villarroel fundó en 1540 la segunda imprenta mallorquina. Cansoles era natural de la villa de Amusco, diócesis de Palencia.  No obstante, en 1540 se halla ya en Palma, procedente de Valencia, donde al parecer aprendió el arte de imprimir y donde seguramente adquirió los tipos de letra gótica que aparecen en la mayoría de sus impresiones y parte del utillaje de imprenta, incluidos los grabados.
El 12 de julio de 1541 pidió protección y solicitó a las autoridades competentes que durante el tiempo que consideraran oportuno prohibieran la importación de los libros que él tenía intención de imprimir, eso es Donatus, Pastranas, Verinos, Florets y Catons y otros libros para principiantes, así como la estampación de cartas, salmos, vesprales y otros libros semejantes.  Aludía al hecho de que había llegado a Mallorca con su mujer y sus cosas trayendo consigo prensas y otras herramientas de imprenta por un valor estimado de cien ducados.  La resolución de los Jurados a dicha petición se concretó en la prohibición por espacio de diez años a la importación de las obras que Cansoles se comprometía a publicar. 
La imprenta fundada por Cansoles estuvo en funcionamiento hasta finales del siglo XVI aunque, después de su muerte, que tuvo lugar en 1585, estuvo gobernada hasta principios del siglo XVII por sus hijas y herederas.  El establecimiento, regentado por sus hijas solteras, decayó rápidamente a falta de una buena dirección. Su incapacidad e inexperiencia para llevar el negocio familiar motivaron las frecuentes protestas de los estudiantes y del vicario general. En consecuencia, el 5 de junio de 1595, en carta escrita por los Jurados de Mallorca a Fernando Moix, su representante ante el rey, comunicaron un requerimiento de Gabriel Guasp Miquel,  que reflejaba las quejas del vicario y de los estudiantes, los cuales, al considerar deficiente el trabajo de las hermanas Cansoles, exigían que fuera la Imprenta Guasp la encargada de la estampación de las imágenes de cofradía, carteles, oraciones, conclusiones y tesis doctorales.  Todo ello provocó un litigio entre ambas imprentas que debió de ser favorable a Gabriel Guasp ya que poco después fue nombrado impresor de la Universidad. 
A finales del siglo XVI ya no existen noticias de la imprenta Cansoles. A pesar del largo período de tiempo en que estuvo en funcionamiento, son pocas las obras que se conservan. Al parecer su principal producción fueron los pliegos sueltos, impresos, por otra parte, mucho más expuestos a su desaparición con el paso del tiempo.  Entre sus obras destaca Libro del arte de las Comadres (1541), El Llibre de la benauenturada vinguda del Emperador y Rey don Carlos en la sua ciutat de Mallorques (1542) y una edición de la gramática de Joan de Pastrana, conocida con el título de Rudimenta Grammaticae, obra muy difundida entre los escolares de habla catalana.